# IGFBP5
IGFBP5‏ (Insulin like growth factor binding protein 5) هوَ بروتين يُشَفر بواسطة جين IGFBP5 في الإنسان.